# Project Gooseberry
Project Gooseberry ou Projeto Gooseberry será um filme de animação produzido por diversos estúdios ao redor do mundo utilizando apenas software livre, em especial o software Blender, já que o projeto partiu de uma iniciativa do Blender Foundation, Fundação responsável pelo desenvolvimento do programa. A Blender Foundation já produziu, no passado, outros filmes de animação conhecidos como Open Movies (Sintel, Big Buck Bunny, Tears of Steel, Elephants Dream) ou seja, filmes que liberam todo o conteúdo utilizado (modelos 3D, música, sons, incluindo os arquivos com as cenas) sob uma licença livre para uso em quaisquer outros projetos.
O projeto ainda está em desenvolvimento, portanto pouco se sabe sobre seu enredo, seu gênero, duração etc. Espera-se que o filme seja lançado no segundo semestre de 2015, com a produção iniciada em 2014.

## Anúncio
O Projeto foi anunciado em 10 de janeiro de 2011 pelo criador do Blender Institute Ton Roosendaal em sua página no Twitter, onde ele disse:  "Hora de revelar o codinome do próximo projeto: Gooseberry! Um filme curto feito pelo Instituto junto com estúdios espalhados pelo mundo. 2012-14?". Assim como os outros Open Movies, o Projeto ganhou o nome de uma fruta exótica (Sintel era chamado de Projeto Durian, Tears of Steel era chamado de Projeto Mango), Gooseberry, Groselha em português.

## Estúdios
Ton Roosendaal revelou que o filme seria produzido por diversos estúdios ao redor do mundo, mas não havia especificado. Uma página na internet foi criada para todos aqueles que quiserem acompanhar o desenvolvimento do projeto. Segundo a página, será um total de 12 estúdios trabalhando no projeto. São eles:
- Autour de Minuit - Paris, França

Direção de arte: David Revoy
Produtor do Estúdio: Nicolas Schmerkin (ganhador de um Oscar)
- Character Mill - Sydney, Austrália

Estúdio de Animação: Construído por Wes Burke e Jonathan Williamson
Direção de Arte: Kent Trammell
- Gecko Animation - Londres, Reino Unido

Direção de Arte: Jonathan Ball (Pokedstudio)
Direção de Animação: Chris Burton
- IdeasFijas - San Luís, Argentina

O Estúdio está trabalhando em uma animação chamada "Kiribati".
- Kampoong Monster - Bandung, Indonésia

Concept Artist: Alfi Zakchyelle
Direção de Animação: Johan Tri Handoyo (OHA Studios)
- Lumikuu - Helsinki, Finlândia

Direção de Arte: Manu Jarvinen
Direção de Unidade: Timo Vuorensola
- MAD Entertainment - Nápoles, Itália

Paolo Acampora e Ivan Capiello surpreenderam Ton Roosendaal com a animação "Skeleton Story".
- Ovni VFX - São Paulo, Brasil

Coordenador: Teisson Fróes
- Pataz Studio - San Jose, Costa Rica

Daniel Salazar e Sarah Laufer, ambos muito conhecidos por utilizarem o Blender, fundaram esse estúdio.
- Pitchi Poy - Tel Aviv, Israel

Esse estúdio faz comerciais para grandes clientes e está desenvolvendo uma animação chamada "Baldy"
Direção de Arte: Noam Meshulam
- Vivify - Mumbai, Índia

Estão terminando o filme "Naughty 5"
Direção de Arte: Pratik Solanki
- Blender Institute - Amsterdã, Países Baixos

Produção: Ton Roosendaal
Coordenador de Produção: Francesco Siddi
Direção: Mathieu Auvray
Design de personagens: Pablo Vazquez

## Ligações Externas
- «Sítio oficial» (em inglês)